# Setmana Tràgica (Argentina)
La Setmana Tràgica foren uns incidents ocorreguts a Buenos Aires la setmana del 9 de gener al 14 de gener de 1919, entre manifestants obrers de tendència anarquista i sectors nacionalistes, durant el govern de l'Hipólito Yrigoyen.
El conflicte s'havia originat amb la presa dels tallers Vasena per reclamar millors condicions laborals. El govern va acceptar el plantejament gremial des d'un principi, però la intransigència del sector anarquista de la Federació Obrera Regional Argentina (FORA), sumada a l'acció violenta dels esquirols i de grups nacionalistes, va derivar en una escalada de violència.
El govern radical va mantenir en tot moment la postura d'acceptar el reclam sindical, però no va poder contenir l'escalada de violència entre els sectors en pugna. Anys més tard, el propi Yrigoyen va declarar que, mitjançant l'escalada de violència, els sectors nacionalistes:
| «                                                                    | Querían arrastrarme a reprimir a sangre y fuego. | » |
| — Hipólito Yrigoyen, sobre los acontecimientos de la Semana Trágica. |                                                  |   |

El tinent Juan Domingo Perón, que va arribar a ser president de la Nació Argentina, va culpar als anarquistes presents entre els vaguistes:
| « | se trataba de una conspiración internacional muy bien montada, a tal punto que en esa misma semana estallaron en Berlín las revueltas espartaquistas. | » |

Els incidents van deixar un saldo de 141 a 700 morts (segons la font que es prengui) i centenars de ferits. Aquest succés és conegut també com el primer pogrom a Amèrica Llatina, ja que la Lliga Patriòtica Argentina va atacar a la comunitat jueva local.

## Antecedents
Des de la seva assumpció, el govern radical va dur a terme una política obertament progressista que indignava profundament els conservadors en retirada. Yrigoyen rebia en el seu propi despatx els dirigents obrers, i intervenia personalment per resoldre els conflictes, decidint gairebé sempre a favor dels treballadors.

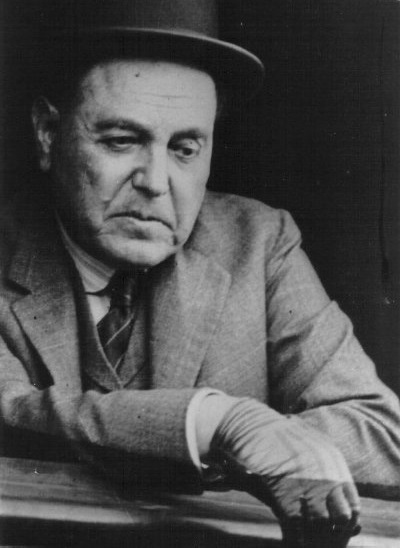
L'Hipólito Yrigoyen, de la Unió Cívica Radical, va ser escollit president d'Argentina el 1916.

Es van impulsar diverses lleis a favor de la classe obrera, com la llei d'organització gremial, la llei de contracte col·lectiu de treball, l'adhesió de la República Argentina a les Convencions Internacionals del Treball, la jornada de treball de vuit hores, el descans dominical, l'assegurança per accidents de treball, el salari mínim, la llei de jubilació, entre moltes altres.
El radicalisme va desenvolupar una clara política econòmica nacionalista en detriment del liberalisme econòmic dels conservadors lligats al model agroexportador (sector que de totes maneres seguia sent el motor de l'economia i creixia a bon nivell) i que li va valer a Yrigoyen ser esbroncat en la Societat Rural Argentina.
L'arribada a poder de la Unió Cívica Radical va significar l'entrada en escena de les classes populars i mitjanes. Els conservadors es referien despectivament a aquests sectors com "la xusma radical" i a Hipólito Yrigoyen com el pelut pel seu conegut baix perfil, ja que no donava discursos.
Un altre fet que indignava a aquests sectors era la política exterior del govern. L'administració radical va rebutjar la pressió estatunidenca de declarar la guerra a Alemanya durant la Primera Guerra Mundial, es va oposar a l'exclusió alemanya de la Societat de les Nacions després de la fi de la guerra, es va resistir al projecte del Pacte Panamericà de Pau de Woodrow Wilson, va intentar realitzar una conferència de països llatinoamericans, va reconèixer al Govern provisional rus i va mantenir els funcionaris diplomàtics després del triomf bolxevic i va rebutjar la invasió estatunidenca a la República Dominicana (i no va reconèixer l'autoritat del govern d'ocupació)
En els anys que van culminar en la Setmana Tràgica, va haver-hi diversos actes de violència per part dels anarquistes i obrers que van prendre el camí de la militància violenta. El 25 de maig de 1910, en un esforç per interrompre les celebracions que marcaven el primer centenari de la Revolució de Maig, un anarquista va donar una bomba a un nen perquè la plantés endins d'una catedral de Buenos Aires, però la bomba va explotar abans d'hora i el menor va morir i un altre va perdre els dos braços. El 28 de juny 1910 una altra bomba va explotar dins del Teatre Colón i 20 civils van resultar ferits, i com a conseqüència el Senat i la Cambra de Diputats van aprovar un projecte de llei que imposava la pena de mort per a aquells anarquistes responsables de morts. El 9 de juliol 1916, un anarquista va intentar assassinar a trets el president Victorino de la Plaza. L'atemptat va tenir lloc mentre el president argentí atenia a la capital argentina una desfilada militar durant les celebracions que marcaven el primer centenari de la independència argentina. El 9 de febrer de 1918, es van produir violentes vagues en algunes de les principals ciutats de l'Argentina; per la qual cosa tropes de l'exèrcit van ser enviades a les zones de disturbis després que centenars d'anarquistes sabotegessin les vies de ferrocarrils i cremessin carros carregats de blat. Els militants simpatitzants de la Revolució russa fins i tot editaven i repartien un diari entre els soldats que rebien instrucció militar obligatòria.
Davant això, van sorgir grups de joves conservadors i militars amb tendència obertament feixista que propugnaven frenar la xusma radical amb les seves pròpies mans. Així, van sorgir grups obertament antiyrigoyenistes, com la Lliga Patriòtica Argentina i el seu diari satèl·lit La Fronda.

## Cronologia dels esdeveniments
Els successos van començar el 7 de gener amb una vaga als Talleres Metalúrgicos Vasena de la Ciutat de Buenos Aires (on avui es troba la Plaza Martín Fierro al barri de San Cristóbal). Els vaguistes, alguns d'ells afiliats a la FORA del V Congrés (de tendència anarquista i que promovia l'acció directa), reclamaven la reducció de la jornada laboral d'11 a 8 hores, millors condicions de salubritat, la vigència del descans dominical, l'augment de salaris i la reposició dels delegats acomiadats.
El Departament Nacional del Treball havia acollit als reclams obrers i va disposar satisfer les demandes, que van ser desoïdes per la part empresarial. L'empresa intentava seguir funcionant amb obrers esquirols proveïts per l'Associació Nacional del Treball, una associació patronal que juntament amb l'ambaixador anglès va voler entrevistar-se amb Yrigoyen, que no els va rebre i els va fer fora de la casa de govern.
Un disturbi entre els obrers en vaga va acabar amb la intervenció de la policia, que va disparar amb armes llargues contra la multitud. En la confrontació, un cap de la policia, Vicente Chávez, va sofrir diverses ferides amb arma blanca que li van produir la mort. Al carrer Suipacha, els vaguistes van atacar un tren elèctric del Central Argentino, i va morir un passatger. En resposta a això, Yrigoyen va rellevar el cap de policia, va nomenar Elpidio González a aquest càrrec, i va prohibir la Lliga Patriòtica Argentina.
Ni bé va entrar en funcions, Elpidio González va començar a negociar -per instrucció del president- amb dirigents de la FORA del IX Congrés, de tendència sindicalista i que no propiciava la violència com a mitjà polític.
Ràpidament va arribar a un acord amb Sebastián Marotta, secretari general de l'entitat gremial, pel qual s'acceptaven totes les reclamacions obreres, s'establia un termini de 24 hores per a la seva aplicació per part de Vasena, i s'alliberaven als obrers detinguts durant els incidents. A canvi, els vaguistes haurien de desallotjar l'establiment ocupat.
No obstant això, la tendència anarquista de la FORA va aconseguir imposar el rebuig a l'acord en el plenari de l'agrupació gremial i la continuïtat de la vaga.
Elpidio González va decidir aleshores anar personalment als tallers per negociar amb els manifestants, abans que la situació es tornés més violenta. Els vaguistes no van reconèixer la seva autoritat i els sectors més radicalitzats van intentar agredir-lo bolcant i incendiant el cotxe oficial amb el que havia arribat. Aquesta acció va provocar la mort del sotstinent Antonio Marotta, comandant de l'escamot de fusellers encarregats de la protecció de González.
Davant l'estancament de les negociacions i la negativa radical de reprimir, la patronal va decidir intervenir mitjançant grups de xocs i esquirols, als que es van sumar organitzacions d'ultradreta, com la Lliga Patriòtica Argentina, que van produir violents incidents en tot Buenos Aires contra treballadors, immigrants, jueus, i qualsevol persona que fos vista com una amenaça per a la pàtria per part d'aquests grups. Van haver-hi quatre obrers morts i més de trenta ferits, alguns dels quals van morir després. En aquests enfrontaments, els vaguistes van matar un jove estudiant, Pascual Arregui, de la Manifestació Patriòtica.
La FORA va declarar la vaga general, i el sector anarquista li va afegir la paraula "revolucionària".
Amb la Policia de la Capital totalment desbordada, el govern va decidir la intervenció de l'Exèrcit per posar ordre, i va situar al capdavant al General de Divisió Luis Dellepiane, un militar professionalista que comptava amb bons antecedents i que havia estat sempre subordinat a l'autoritat constitucional.
| «                                                           | Un hombre bajito pero enérgico, al que no creo un masacrador profesional. Era un valiente: se apersonó sin custodia a los manifestantes. | » |
| — Diego Abad de Santillán, dirigente de la FORA anarquista. | |   |

El 9 de gener es va produir un multitudinari sepeli pels obrers morts, que va ser escortat pels homes de Dellepiane per evitar més incidents. Més enllà d'un tumult que es va generar en la intersecció de l'Avenida Corrientes amb Yatay, quan alguns manifestants van cantar consignes provocatives en passar per una església i van ser repel·lits des del temple, la caravana va aconseguir arribar al cementiri de la Chacarita sense majors complicacions.
No obstant això, quan estava a punt de començar a parlar el tercer orador, es va produir un episodi confús. Algunes fonts asseguren que el primer tir va venir per part dels obrers, i va servir d'excusa als extremistes. El concret és que membres del Regiment de Cavalleria 8, de la Lliga Patriòtica Argentina i alguns bombers, al comandament del capità Luis A. Cafferata, van començar a disparar contra els manifestants. Aquesta acció va ser impulsada principalment per sectors nacionalistes. Aquest dia, al carrer Pueyrredón un grup de vaguistes va matar a tirs el sergent de l'exèrcit Ramón Díaz, i al carrer Corrientes va morir el comandant d'un escamot de fusellers, el sotstinent Agustín Ronzoni i un civil en mans dels vaguistes. Un escamot sota el comandament del sergent Bonifacio Manzo també cau en una emboscada i part del Regiment d'Infanteria 7 va ser obligat a recórrer a l'ús d'una metralladora pesada Vickers per repel·lir els atacants. El Regiment d'Infanteria 3 també es va veure obligat a intervenir i alliberar 400 treballadors que es van negar a participar en les vagues, i que ara es trobaven atrapats als tallers de Vasena pels anarquistes, els qui planejaven incendiar-los juntament amb l'edifici. Els conductors d'ambulàncies i els metges a bord van haver de sortir armats amb revòlvers per poder defensar-se dels vaguistes que buscaven venjança.
L'endemà, Dellepiane va amenaçar amb "emplaçar l'artilleria a la plaça del Congrés i eixordar amb els canons tota la ciutat" si la violència de tots dos bàndols no cessava. Mentrestant, un destacament de l'exèrcit instal·lat enfront de la fàbrica va obrir foc contra els obrers i en altres llocs dos policies morir, el cap Teófilo Ramírez i l'agent Angel Giusti, en ser atacats pels vaguistes.
El 12 de gener, els Regiments de Cavalleria 5 i 12, recolzats per un regiment d'artilleria de muntanya, van entrar a Buenos Aires juntament amb 300 soldats de la infanteria de marina.
Yrigoyen va ratificar amb la FORA socialista l'alliberament dels obrers detinguts, un augment del 40% i la reducció de la jornada laboral. Va citar Pedro Vasena al seu despatx i li va exigir l'acceptació total i incondicional del que acabava d'acordar amb la FORA. Vasena no va tenir una altra alternativa que cedir.
| «                                     | Se terminó la huelga; ahora los poderes públicos deben buscar los promotores de la rebelión, de esa rebelión cuya responsabilidad rechazan la FORA y el PS. | » |
| — Diari La Razón, 11 de gener de 1919 | |   |

La FORA anarquista va tornar a rebutjar l'acord i va demanar l'alliberament de Simón Radowitzky, un anarquista que purgava presó perpètua a Ushuaia per haver assassinat al cap de policia Ramón Falcón onze anys enrere.
Una recerca realitzada durant aquestes dates per Estats Units, i difosa després, va plantejar que els obrers anarquistes havien actuat sota la influència d'agents alemanys i soviètics, per interessos econòmics els primers i ideològics els segons.
Mentrestant, alguns dels vaguistes volien reprendre la lluita armada i el matí del 13 de gener van intentar apoderar-se de les armes d'una estació de policia, però es van veure obligats a retirar-se després de trobar-se sota foc d'un escamot de fusellers d'infants de marina nouvinguts del creuer cuirassat ARA San Martín.
Finalment, el dimarts 14 de gener, Dellepiane es va reunir per separat amb les dues FORA, on ambdues van demanar "la supressió de l'ostentació de força per les autoritats" i el "respecte del dret de reunió". És a dir, que el govern garantís la normalització de la situació. Es va acceptar el plantejament i ambdues centrals finalment van aixecar la vaga.
L'endemà, Yrigoyen va ordenar fer efectiva la posada en llibertat de tots els detinguts. Per la seva banda, Dellepiane va dictar la següent ordre del dia:
| « | Quiero llevar al digno y valiente personal que ha cooperado con las fuerzas del ejército y armada en la sofocación del brutal e inicuo estallido, mi palabra más sentida de agradecimiento, al mismo tiempo que el deseo de que los componentes de toda jerarquía de tan nobles instituciones, encargadas de salvaguardar los más sagrados intereses de esta gran metrópoli, sientan palpitar sus pechos únicamente por el impulso de nobles ideales, presentándolos como coraza invulnerable a la incitación malsana con que se quiere disfrazar propósitos inconfesables y cobardes apetitos. | » |

## Pogrom
Des que Yrigoyen ordenés a l'Exèrcit recuperar el control de la ciutat, durant tres dies Buenos Aires seria zona alliberada per a l'acció homicida de l'Exèrcit, la policia i grups de civils armats i "guàrdies cíviques radicals", que uns dies després s'organitzarien sota el nom de Lliga Patriòtica. Van ser arrasats els barris obrers, incloent el barri jueu de l'Once, on les forces repressives van produir l'únic pogrom contra jueus que s'hagi realitzat en el continent americà, convocant a “caçar russos”. Enmig de la massacre va aparèixer la frase “jo, argentí”, utilitzada com a salconduit per salvar la vida.
El saldo total va ser d'uns 800 morts mai identificats: ancians, dones, nens, homes. Va haver-hi també desenes de desapareguts, milers de ferits, i més de 50.000 detinguts. Es van cremar habitatges obrers, sinagogues, locals sindicals i partidaris, periòdics, biblioteques populars i jueves, cooperatives. El govern va detenir i va torturar milers de ciutadans, com l'immigrant jueu Pinie Wald al que va acusar falsament de ser el líder d'una revolució judeocomunista i va facilitar als grups parapolicials les comissaries on van establir les seves bases operatives. Una vegada alliberat, Pinie Wald va relatar les tortures i ultratges soferts en el llibre Koschmar (Pesadilla), escrit en jiddisch i traduïda al castellà el 1987.
Aquest pogrom tingué un element afegit, atès que es cridà a atacar indistitament a jueus i catalans. En el cas de Buenos Aires la colònia catalana, establerta principalment al barri de Montserrat, provenia de la mateixa fundació de la ciutat. Les raons no són clares, si tenia quelcom a veure amb l'anarquisme català, i també podria apuntar-se a la notable influència sobre la dreta argentina del nacionalisme espanyol, que ja en aquella època qualificava als catalans com d'ètnia semítica.

## En la cultura popular
A causa de la importància dels esdeveniments, ha estat objecte de nombroses obres i assajos, a més de ser subjecte de moltes interpretacions respecte a les seves causes i en accionar del govern.
Per als anarquistes va representar un estendard de la lluita contra l'Estat. El peronisme ho va utilitzar amb posterioritat per acusar al govern radical de reprimir als obrers. Els radicals, per la seva banda, sostenen haver quedat enmig de licitacions entre sectors radicalitzats tant de dreta com d'esquerra, maximitzats per l'ambient de tensió de l'època producte de les mesures progressistes de Yrigoyen i de la recent Revolució d'Octubre, amb els seus propòsits de revolució mundial. Reivindiquen, al seu torn, haver acceptat el reclam obrer des d'un principi.
La pel·lícula Un pogrom en Buenos Aires, de 2007, dirigida i escrita per Herman Szwarcbart, representa aquesta massacre. Eliahu Toker, Leonardo Senkman, Gabriel Feldman, Eduardo Vigovsky, Sammy Lerner i Zelko Szwarcbart són alguns dels actors que van protagonitzar aquesta pel·lícula. El film es va estrenar en el novè Buenos Aires Festival Internacional de Cinema Independent l'abril de 2007 i després va ser exhibit en nombrosos festivals de cinema a Argentina, Amèrica Llatina, Estats Units, Europa i Israel.
L'enfrontament entre obrers i policies de la Setmana Tràgica també apareix descrita en una escena de la pel·lícula La Madre María (1974).
Almenys tres obres literàries de reconeguts escriptors argentins representen els successos de la Setmana Tràgica. Una d'elles és En la Semana Trágica, una novel·la històrica de David Viñas, publicada el 1966, que narra la història relatada pels agressors.
Una altra és El profundo sur, d'Andrés Rivera, publicada el 1999, que representa la història des de la perspectiva de quatre personatges: el victimari (un tirador que dispara contra un jove), una víctima accidental (vianant que mor rebent la bala que anava dirigida al jove), un supervivent (el jove a qui anava dirigida la bala) i un testimoni dels fets.
La més recent és una obra teatral de Mauricio Kartun, Ala de criados (2009). L'acció de l'obra transcorre durant la Setmana Tràgica al Pigeon Club de Mar del Plata, lloc d'estiueig privilegiat de l'aristocràcia de l'època. La violència de classe, sexual i racial es desemboliquen a la ciutat balneària en simultani amb la repressió que s'està produint a Buenos Aires i que apareix de manera el·líptica en l'obra.